# BY del Bover
BY del Bover (BY Bootis) és un estel variable a la constel·lació del Bover, situat gairebé en el límit amb la veïna constel·lació dels Llebrers. De magnitud aparent mitjana +5,22, s'hi troba a 474 anys llum de distància del sistema solar.
BY del Bover és un gegant vermell de tipus espectral M4.5III amb una temperatura efectiva de 3.235 ± 8 K. La seua lluminositat bolomètrica —energia radiada en totes les longituds d'ona— és 1.350 vegades superior a la del Sol i la seva massa pot ser aproximadament el doble de la massa solar. Té una metal·licitat —abundància relativa d'elements més pesats que l'heli— equivalent a 2/3 parts de la trobada al Sol ([Fe/H] = -0,20). Per la seva banda, mostra cert enriquiment en neodimi i zirconi respecte als valors solars.
La mesura del seu diàmetre angular en banda V, tenint en compte l'enfosquiment de limbe, és de 7,44 ± 0,11 mil·lisegons d'arc; en banda K, aquesta mesura dona una valor inferior de 7 mil·lisegons d'arc. Relacionant la primera de les mesures amb la distància a la qual es troba, es pot conèixer el seu diàmetre real, i és aquest unes 115 vegades més gran que el diàmetre solar.
BY del Bover una variable irregular de tipus LB; aquestes són variables lentes de tipus espectral tardà, entre les quals cal destacar a Tejat Posterior (μ Cephei) i ψ Virginis.. La lluentor de BY del Bover varia entre magnitud +4,98 i +5,33, sense que s'hagi pogut reconèixer cap període.